# پینتبال
پینت بال (به انگلیسی: Paintball) ورزشی تیراندازی است که در آن افراد با تیرهای رنگی یکدیگر را هدف می‌گیرند.

## تاریخچه پینت بال
پینت بال برای اولین بار در صحبتهای دوستانه چارلز گارین و هایل نویل متولد شد. در سال ۱۹۸۱ یکی از دوستان مشترک این دو نفر که از ایده اولیه این افراد آگاهی داشت در یک کاتالوگ ابزار کشاورزی به نوعی وسیله پرتاب کننده توپهای ژلاتینی پر از رنگ برخورد نمود. این وسیله کد پیستول Nel-Spot ۰۷ نام داشت و کاملاً شبیه یک اسلحه کمری بوده با استفاده از انرژی گاز Co۲ متراکم در یک کپسول کوچک، توپهایی از جنس ژلاتین راکه پر از رنگ مایع بود را به فاصله ای صد متری پرتاب می‌نمود. کشاورزان و دامداران از این وسیله جهت علامتگذاری درختانی که باید هرس می‌شد و دامها از فاصله دور استفاده می‌کردند.
اولین بازی رنگاجنگ در سال ۱۹۸۱ در نیوهاپ شایر بین ۱۲ نفر دوست برگزار شد. در این اولین بازی پینت بال هر فرد هزینه خرید پیستول فل اسپات ۰۷ و Nellson Pellets(گلوله‌های رنگ) خود را پرداخت. بازی در زمینی به مساحت ۱۰ جریب انجام شد. ۱۲ پرچم در نقاط مختلف زمین قرار داده شد.
برنده بازی فردی بود که تعدادی بیشتری پرچم را جمع‌آوری کرده بود. فرد برنده یک کشاورز بود که موفق شده بود تمام ۱۲ پرچم را جمع‌آوری کند. جالب آنکه وی هیچ پینت بالی را از مارکر خود شلیک نکرده بود و هیچ پینت بالی نیز به سمت وی شلیک نشده بود. در تمام طول مدت بازی هیچ‌کس وی را ندیده بود.
در طی گذشت حدود ۲۵ سال از اولین بازی پینت بال این ورزش با سرعت بسیار زیادی در جهان گسترش یافته‌است و در حال حاضر در بیشتر کشورهای جهان برگزار می‌شود.
تنها در کشور ایالات متحده آمریکا حدود ۱۱ میلیون نفر به شکل رسمی به انجام این بازی مشغول اند. این ورزش براساس آمار منتشره توسط مؤسسه American Sports Data در سال ۲۰۰۴ یکی از کم خطرترین ورزش‌ها می‌باشد در حال حاضر این ورزش چهارمین Extreme Sport از نظر تعداد علاقمند می‌باشد سالانه حدود ۸۰۰ هزار مارکر و ۹ میلیارد عدد گلوله پینت بال در جهان فروخته می‌شود. در جهان کارخانجات متعددی به امر تولید گلوله پینت بال و تفنگ پینت بال، ماسک و البسه و ادوات مربوط به این ورزش مشغول هستند.

## مسابقات ورزشی پینت بال در جهان
مسابقات متعددی هر ساله در دنیا برگزار می‌شود که NPPL ,PSP و NXL در کشور آمریکا و Millenniun Series در قاره اروپا و PALS در کشور مالزی در شرق آسیا و (پالم) در غرب آسیا از مهترین آنها می‌باشند. هرساله جام جهانی پنج و هفت نفره برگزار می‌گردد. این ورزش به المپیک معرفی شده‌است.
شکل انجام بازی
شکل مسابقات رسمی این ورزش در زمینی به ابعاد ۴۰* ۶۰ متر یا ۴۸* ۳۶ متر، که با توری به ارتفاع حدود ۶ متر احاطه شده در میان موانع بادی یا Air Bunkers برگزار می‌گردد. هر ورزشکار وسیله ای بنام مارکر یا نشانه رور (تفنگ پینت بال) را همراه با تعدادی گلوله پینت بال (توپ رنگی) و یک ماسک محافظ چشم و صورت، گردن بند محافظ گردن، جلیقه محافظ سینه، و لوازم دلخواه دیگر را همراه با خود به داخل زمین حمل می‌نمایند. بازی‌های مسابقاتی با اهدافی چون فتح پرچم در پایگاه حریف و حمل آن به پایگاه خودی یا فتح پرچم از محل استقرار در وسط زمین و حمل آن به پایگاه حریف انجام می‌گردد.
در مسابقات رسمی تیمها با تعداد نفرات ۳، ۵، ۷ یا ۱۵ نفره شرکت می‌نمایند.
هر ساله تیم‌هایی از ایران جهت شرکت در مسابقات جهانی و آسیایی، به اروپا و کشورهای شرق آسیا عزیمت می‌نمایند.
نام این ورزش از دو کلمه Paint (رنگ) و Ball (توپ) تشکیل شده‌است، پینت بال یک ورزش گروهی بسیار هیجان انگیز می‌باشد که بوسیله دو تیم و در یک زمین به ابعاد ۳۰ *۵۰ متر انجام می‌شود. در جریان این ورزش علاوه بر اینکه به مهارتهای خاص حرکتی مانند نشانه گرفتن، سریع دویدن، داشتن سرعت در حرکات و واکنشهای سریع نیاز است. قابلیتهای ذهنی متعددی نیز لازم هستند که مهم‌ترین آنها سرعت در تصمیم گرفتن و قدرت حل مسئله است. همه چیز در پینت بال در لحظه صورت می‌گیرد؛ و هرکس سریعتر و دقیقتر باشد موفق تر است.

### تجهیزات
تجهیزات بازی رنگ‌اندازی به نوع بازی بستگی دارند به عنوان مثال وودبال اسپیدبال یا سناریوبال و همین‌طور به میزان پولی که قرار است برای تجهیزات خرج شود. به هر حال هر بازیکن سه وسیلهٔ اصلی را باید داشته‌باشد.
تفنگ نشانگر (مارکر پینت بال) اولیه‌ترین وسیله بازی است که برای شلیگ گلوله پینت بال (توپ رنگی) و هدف قرار دادن بازکن تیم حریف می‌باشد. یک تفنگ باید دارای یک مخزن (هاپر) باشد که توسط ان از گلوله‌ها تغذیه شود که توسط یک کپسول هوای فشرده یا دی‌اکسید کربن برای شلیک شدن استفاده می‌کند.
توپ‌های رنگی که برای نشان دادن اصابت استفاده می‌شود. توپ‌ها کپسول‌های گرد ژلاتینی حاوی پلی اتیلن گلایکول و رنگهای خوراکی هستند که مادهای رنگی غیر سمی است که قابل حل شدن در آب است. کیفیت توپ‌ها به تردی آنها ضخامت پوسته و گردی آنها بستگی دارد. توپ‌های با کیفیت دارای پوستی نازک و کاملاً گرد با رنگی درخشان هستند که ویژه استفاده در مسابقات رسمی می‌باشند.
ماسک محافظ چشمها و صورت:که تمام بازیکنان و داوران و هرشخصی که در محوطه و محدوده داخل زمین بازی قرارمیگیرند موظفند در تمام مدتی که در میدان بازی هستند برای حفاظت و ایمنی هرچه بیشتر خود در برابر توپ‌ها ماسک خود را بر روی صورت استفاده کنند. ماسک‌ها به‌طور کامل از چشمها دهان گوشها و سوراخ بینی حفاظت می‌کنند. ماسک‌ها برای استفاده‌های مختلف طرح‌ها و اندازه‌های مختلفی دارند مثلاً ماسکهای باشگاهی پوشیده‌تر و ماسکهای مسابقاتی کوچکتر با قابلیت شعای دید بیشتر هستند.
برخورد گلوله‌های پینت بال (توپ رنگی) از فاصلهٔ نزدیک باعث کبودی می‌شود ولی با استفاده از لوازم و پوشش‌های محافظ مخصوص مشکلی ایجاد نمی‌کند.
ضمناً به دلیل ترشح زیاد آدرنالین محل اصابت به نقاط غیر حساس بدن حتی از فاصله نزدیک بدون درد یا خیلی کم می‌باشد.

### محل آغاز حملهٔ بازیکنان
پینت بال عموماً به دو صورت بازی می‌شود یکی در زمین‌های تجاری که برای بازی نیاز به پرداخت ورودی است و زمین‌های شخصی که هرکدام می‌توانند شامل زمین‌های بسیار متنوعی با اندازه‌ها و طرحواره‌های متنوعی باشند. یک زمین می‌تواند شامل بسیاری از موانع طبیعی یا مصنوعی باشد که می‌ت
وان آنها را به صورت یک محیط خاص جنگلی یا شهری کرد یا حتی می‌تواند شامل محتوایی تاریخی باشد. میدان‌های کوچکتر همانند زمین‌های اسپید بال یا زمین‌های مسابقات می‌تواند شامل موانع و سنگرهایی به صورت باد کردنی باشد.
میدان‌ها تجاری می‌توانند شامل امکاناتی چون حمام مناطق تفریحی قفسه مسئول نگهداری وسایل پرکننده‌های مخازن‌های هوا و رستوران باشند.
برخی کشورها ممکن است راهنماهای ورزشی داشته باشند با قوانینی مشخص و استانداردهای اندازه‌گیری شده و پرسنل استخدام شده همچون داورها برای اینکه مطمئن شوند بازیکنان به‌خوبی بازی را فرا گرفته‌اند و ایمنی سایر بازیکنان را رعایت می‌کنند. برخی از میدان‌ها (بی-وای-او-پی) هستند که اجازه می‌دهند بازیکنان رنگهایی را از فروشگاه‌های خرده فروش یا از طریق انلاین خریداری کنند و در میدان استفاده کنند. اگرچه بیشتر میدان‌ها (اف-پی-او) هستند به این منظور که بازیکنان باید رنگ‌ها را از میدان یا از طریق فروشگاه‌های حرفه‌ای مرتبط با میدان خرید کنند. میدان‌ها پولی معمولاً مخارج حوادث بازی را قبول نمی‌کنند. اگر چه دلایلی مرتبط با ایمنی بازیکنان گفته می‌شود و معمولاً کیفیت پایین رنگ‌ها و توپ‌ها باعث می‌شود که تفنگ‌ها گیر کنند یا به افراد مورد هدف قرار گرفته آسیب جسمی وارد شود.

### سناریوها
- فتح پرچم
- پرچم وسط
- تک تیرانداز
- فرمانده
- چهار پرچم
- دفاع از قلعه
- سپر آهنی
- رئیس‌جمهور (VIP)
- گروگان
- بلک جک (بیست و یک / ۲۱)
- امدادگر
- صندلی
- تیم‌ها یا بدون تیم‌ها
- معما
- دوئل کیرهک
- حاکم تپه
- سوپرمن
- غارتگر
- پرچم فروشی
- کشتارگاه
- گلادیاتور
- مریخی
- کلکسیونر
- پارتیزان
- شکارغنایم
- فراری
- حذف
- خائن
- روباه و شکارچی
- انتقام
- شکار تخم مرغ
- جنگ کلاسیک
- بازی ادامه‌دار، خودکشی

## پینت بال در ایران
بازی و تجهیزات پینت بال در اواخر سال ۱۳۸۰ توسط مسابقات لیگ پینت بال غرب آسیا با اسم اختصاری پالم (PALM) در سال ۱۳۸۷ برای اولین بار در ایران جزیره کیش مسابقات جهانی خود را با حضور بیش از ۱۵ تیم خارجی و قهرمان جهان تیم آیرومن آمریکا و نایب قهرمان جهان تیم تانتان از فرانسه در این مسابقات شرکت داشتند. مسابقات لیگ پینت بال پالم پس از ۷ سال تعطیلی به دلایل عدم حمایت‌های سازمان وقت ورزش و … فعالیت خود را از سال ۲۰۱۶ تا کنون طی سه سال متوالی طبق جداول زمانبندی از پیش تعیین شده هر سال ۴ دوره و طی این سه سال ۱۲ دوره متوالی را با بالاترین سطح کیفیت با استفاده از امکانات و تجهیزات ساخت ایران که بیش از ۷۵ درصد این لوازم توسط تولیدکنندگان داخلی تأمین گردیده بود که مهم‌ترین آن گلوله مصرفی پینت بال می‌باشد برگزار گردید
چمن‌های مصنوعی مورد استفاده در زمین پینت بال.
تور محافظ محیط زمین پینت بال.
لنز ماسکهای محافظ چشم و صورت.
پاد (مخزن گلوله پینت بال قابل حمل برای بازیکنان پینت بال
هاپر (مخزن گلوله پینت بال) تعبیه شده بر روی مارکر پینت بال‌های باشگاه‌های تفریحی.
و صدها قلم قطعات یدکی مارکر و تجهیزات مخصوص پینت بال.
ایران از سال ۲۰۰۹ در بین کشورهای منطقه و غرب آسیا اولین و تنها تولیدکننده گلوله پینت بال بوده‌است.